# پورشه لین
پورشه لین (انگلیسی: Porsche Lynn؛ زاده ۱۴ فوریهٔ ۱۹۶۲) بازیگر پورنوگرافی اهل ایالات متحده آمریکا است.